# Kenny Wayne Shepherd
Kenny Wayne Shepherd (ur. 12 czerwca 1977 w Shreveport w stanie Luizjana w USA) – amerykański muzyk, gitarzysta bluesowy. Znany ze współpracy z Brianem Lee. W 2006 ożenił się z Hannah Gibson, córką aktora Mela Gibsona. W 2007 urodziło im się dziecko. Wziął udział w "Experience Hendrix Tribute Tour" – tournée poświęconemu Jimiemu Hendriksowi.

## Dyskografia
| 1995                        | Ledbetter Heights - Data: 19 września 1995 - Wydawca: Giant                       | 108 | 1 | 25 | —  | —  | —  | - USA: platyna |
| 1997                        | Trouble Is... - Data: 7 października 1997 - Wydawca: Revolution                   | 74  | 1 | 36 | —  | —  | —  | - USA: platyna |
| 1999                        | Live On - Data: 12 października 1999 - Wydawca: Giant                             | 52  | 1 | —  | —  | —  | —  | - USA: platyna |
| 2004                        | The Place You're In - Data: 5 października 2004 - Wydawca: Reprise                | 101 | 1 | —  | —  | —  | —  |                |
| 2007                        | 10 Days Out: Blues from the Backroads - Data: 23 stycznia 2007 - Wydawca: Reprise | 164 | 1 | —  | 52 | —  | —  | - USA: złoto   |
| 2011                        | How I Go - Data: 2 sierpnia 2011 - Wydawca: Roadrunner                            | 52  | 1 | —  | —  | 86 | 92 |                |
| 2014                        | Goin' Home - Data: 19 maja 2014 - Wydawca: Concord                                | 25  | 1 | —  | —  | 77 | 82 |                |
| 2017                        | Lay It On Down - Data: 4 sierpnia 2017 - Wydawca: Concord                         |     |   |    |    |    |    |                |
| "—" album nie był notowany. |                                                                                   |     |   |    |    |    |    |                |

## Filmografia
- Rock Prophecies (2009, film dokumentalny, reżyseria: John Chester)[10]